# Veronica pinguifolia
Veronica pinguifolia är en grobladsväxtart som beskrevs av Joseph Dalton Hooker. Veronica pinguifolia ingår i släktet veronikor, och familjen grobladsväxter. Inga underarter finns listade i Catalogue of Life.

## Bildgalleri

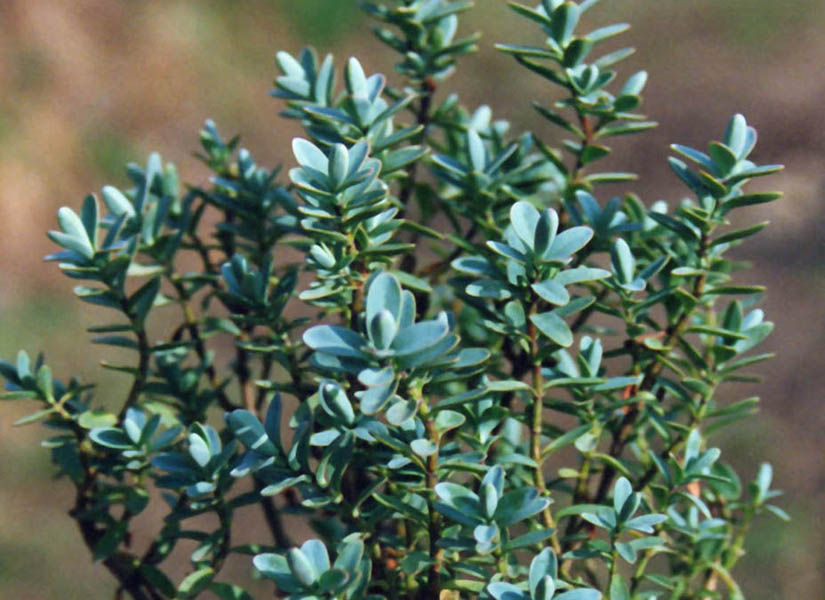
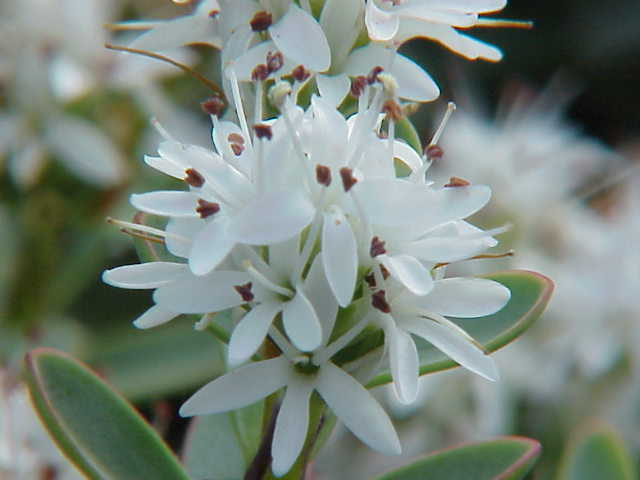
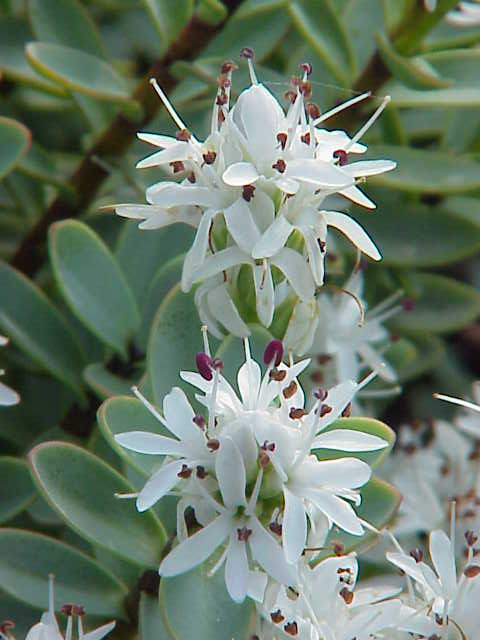
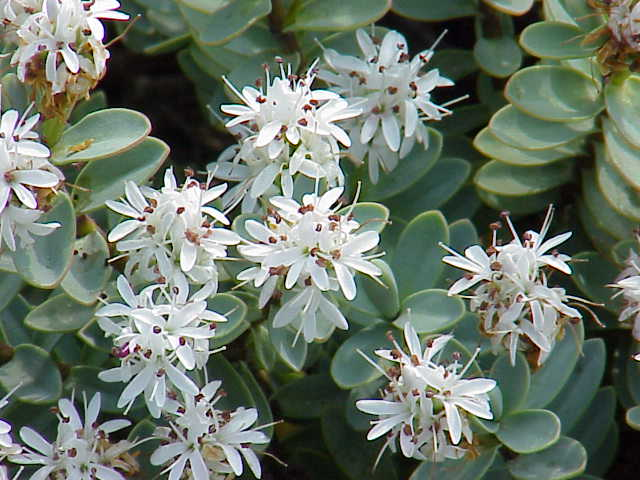
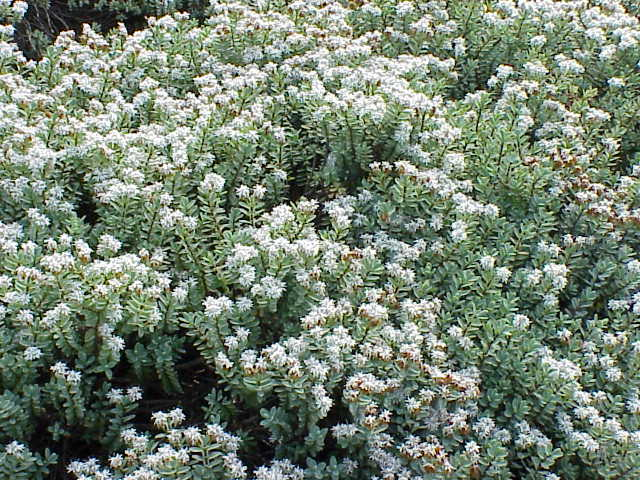